# Behi Djanati Ataï
Behi Djanati Ataï est une comédienne française d’origine iranienne.

## Biographie
Peu après la révolution islamique, Behi et sa famille décident de quitter l’Iran et se réfugient en France. Behi passe son bac à Paris, passe le concours de l’école de théâtre de la rue Blanche (ENSATT) où elle est admise, mais selon le souhait de sa mère, elle renonce à devenir comédienne dans l’immédiat et entame des études scientifiques.
Après un cursus brillant, elle commence à suivre un atelier théâtre le soir puis passe une audition qui lui permet d’entrer dans une troupe. C’est ainsi qu’elle devient comédienne professionnelle.
Elle a joué dans de nombreuses créations théâtrales en France et à l'étranger (Carole Thibaut, Thierry Bedard, Antonio Diaz Florian, Eric Salama…), ainsi qu’au cinéma (Rolf de Heer, O. Ducastel et J. Martineau, Philippe Lioret, Brosens et Woodworth…).
Fondatrice de la compagnie « La Lampe », auteur et metteur en scène, elle a signé plusieurs créations, dont Hedâyat (publiée aux éditions Filigranes), Voix de femmes et Héritage. Elle est également très investie dans l'enseignement et la pédagogie à travers le théâtre. Son dernier film en tant que comédienne principale, Pour un instant, la liberté (For a moment, Freedom) a obtenu le zénith d'or du meilleur premier film au festival international de Montréal.
Elle joue dans Kyoto Forever (version persane) mis en scène par Frédéric Ferrer.

## Doublage

### Films
- 2022 : Day Shift : ? (?)
- 2023 : Green Border : ? (?)
- 2024 : Badland Hunters : ? (?)
- 2025 : Souviens-toi… l'été dernier : ? (?)

### Téléfilms
- 2019 : Petits meurtres sur le campus : Coup de théâtre ! : ? ( ? )
- 2022 : La Bataille des mariés : ? ( ? )